# 반지의 여왕
《반지의 여왕》은 2017년 3월 9일부터 2017년 3월 23일까지 MBC에서 방영된 《세가지색 판타지》의 세 번째 드라마이다.
이 드라마는 네이버와 MBC로 공동 제작되었으며, 《한번 더 해피엔딩》을 연출한 권성창 감독과 《이혼변호사는 연애중》의 작가 김아정이 맡았다. 2016년 10월 24일 상암동 MBC 방송국에서 대본 리딩을 하였다.

## 줄거리
가문의 비밀을 간직한 황금반지를 소재로 한 판타지 드라마이다.

## 등장 인물

### 주요 인물
- 김슬기 : 모난희 역
- 안효섭 : 박세건 역 (아역 : 송의준)

### 주변 인물
- 윤소희 : 강미주 역
- 황정민 : 문제화 역
- 전노민 : 모중헌 역
- 이태선 : 변태현 역
- 최태환 : 마득찬 역
- 김민영 : 피온화 역

### 그 외
- 김재흠
- 안수호
- 박은영
- 박상용
- 김용완
- 서진욱
- 최현수
- 이준희
- 이상준
- 김승주
- 박세훈
- 강소영
- 유제이
- 홍새미
- 성혜민
- 임시우
- 박우정
- 변준우
- 최영경
- 박소유
- 박유정
- 김혜민
- 이재현
- 우상균
- 김호중
- 이윤신
- 강희
- 이진성
- 김혜윤 : 친구들과 함께 앉아있는 여자 역

### 특별출연
- 강기영 : 패션쇼 무대 현장 관리자 역
- 김소혜 : 박세건의 전 여자친구인 I.Q.I 멤버 역
- 송해나 : 모델 역
- 이연수 : 박세건의 어머니 역
- 곽시양
- 윤시윤
- 조수향
- 황재근
- 양희민

## 시청률
최저 시청률과 최고 시청률은 시청률 조사회사와 지역별로 시청률에 차이가 있을 수 있습니다.
| 회차        | 방송일          | AGB 시청률 | TNmS 시청률 |
| ----------- | --------------- | ---------- | ----------- |
| 1화         | 2017년 3월 9일  | 1.9%       | 2.4%        |
| 2화         | 2017년 3월 9일  | 1.9%       | 2.1%        |
| 3화         | 2017년 3월 16일 | 1.6%       | 2.1%        |
| 4화         | 2017년 3월 16일 | 1.5%       | 1.8%        |
| 5화         | 2017년 3월 23일 | 2.4%       | 2.5%        |
| 6화         | 2017년 3월 23일 | 2.5%       | 2.4%        |
| 평균 시청률 | 평균 시청률     | 2.0%       | 2.2%        |

## 경쟁 프로그램
- 해피투게더 (KBS 2TV)
- 자기야 백년손님 (SBS TV)